# 基洛夫區 (北奧塞梯-阿蘭共和國)

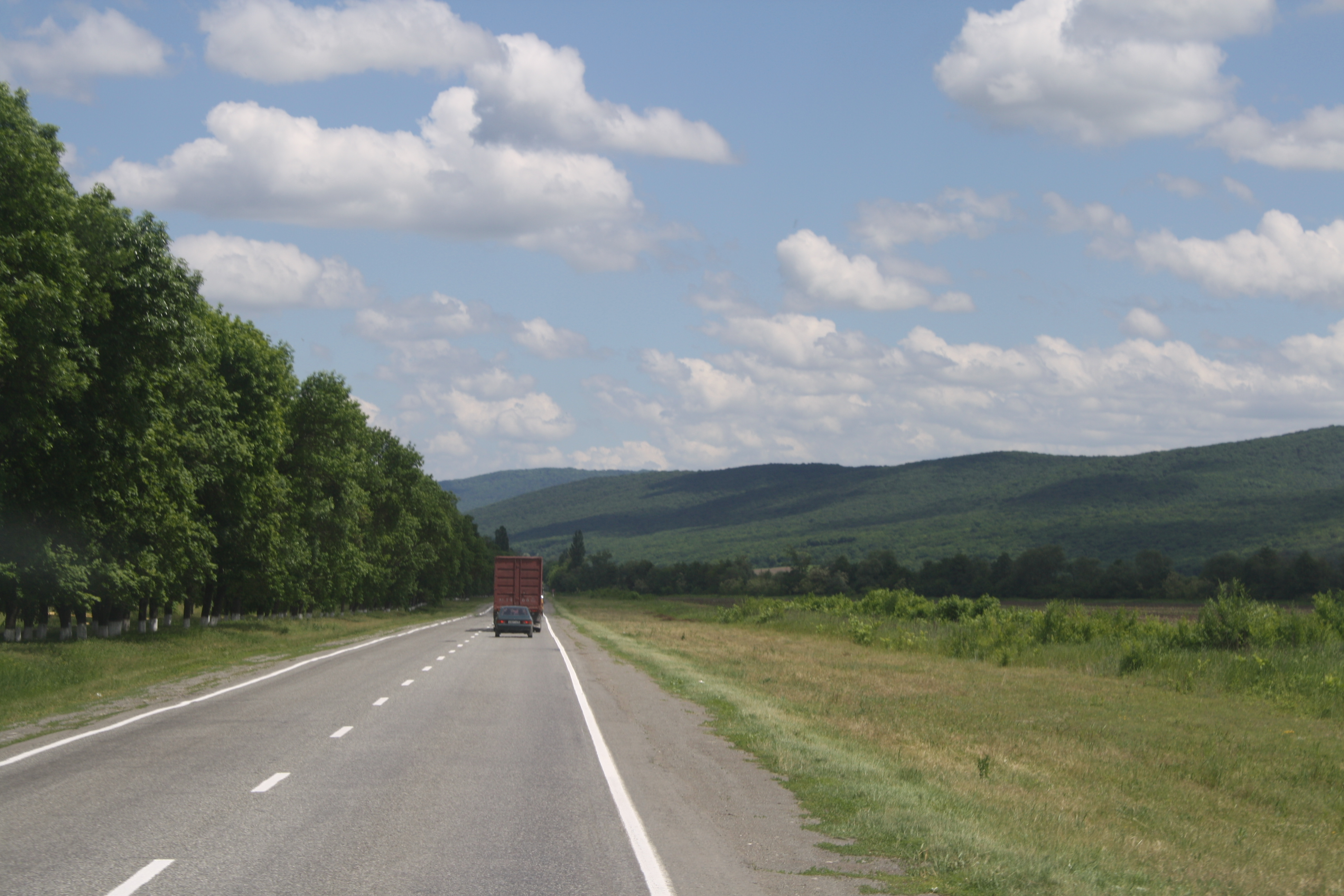

43°20′N 44°12′E / 43.333°N 44.200°E
基洛夫區（俄语：Кировский район），是俄羅斯的一個區，位於該國西南部，由北奧塞梯-阿蘭共和國負責管轄，面積360平方公里，2010年人口27,807，人口密度每平方公里77.24人。